# Edelman
Edelman je globální public relations společnost, která byla založena a pojmenována po Danieli J. Edelmanovi a nyní řízena jeho synem Richardem Edelmanem. Společnost byla založena v poválečných letech, od té doby se rozrostla  a dnes zaměstnává více než 4 200 lidí a inkasuje roční honoráře ve výši 604 milionů dolarů. Je to největší nezávisle vlastněná public relations společnost na světě. Sídlem firmy je Chicago a New York, v České republice společnost zastupuje agentura AMI Communications.
Společnost pravidelně zveřejňuje reporty pro PR a marketingové profesionály. Nejznámější je každoročně zveřejněný barometr důvěry.

## Historie

### Založení
V roce 1949 se zakladatel společnosti Daniel Edelman přestěhoval do Chicaga, aby přijal pozici public relations ředitele ve společnosti Toni (dnes divize Gillette). Daniel jezdil s dvanácti páry identických dvojčat po zemi a ptal se publika, které z dvojčat použilo sadu na domácí trvalou od Toni a které ji mělo z kadeřnického salónu. V roce 1952 opustil Toni a založil Edelman. Do tří měsíců bylo právě Tony jedním z prvních klientů.

### Začátky a růst
Do roku 1960 měla společnost kolem 25 klientů, mezi nimi například Finsko. Prvních 30 let Edelmanu se zaměřuje na vytvoření silného zázemí v USA
Daniel Edelman odchází z čela firmy v roce 1996 ve věku 76 let. Jeho syn a současný CEO Richard Edelman pokračuje v otcově šlépějích. Danielovi další děti John a Renee také zaujímají vysoké pozice ve společnosti. V roce 1997 Richard zveřejnil, že obdrželi dvě nabídky na odkoupení od jejich největších konkurentů, ale obě odmítli. Edelman tak zůstává jedinou soukromou společností mezi deseti největšími konkurenty.

### 21. století
Začátkem 21. století dosáhl Edelman obratu okolo 210 milionu dolarů s téměř čtvrtinou pocházející z Evropy. Toto období také poznamenává internetová bublina, která díky mnoha klientům z technologické oblasti zasahuje i Edelman. Následuje rozšíření působení do jiných oborů, například finance, zdravotnictví a další rychle rostoucí sektory.

## Významní klienti
- Microsoft
- Starbucks